# Raymond Keldermans

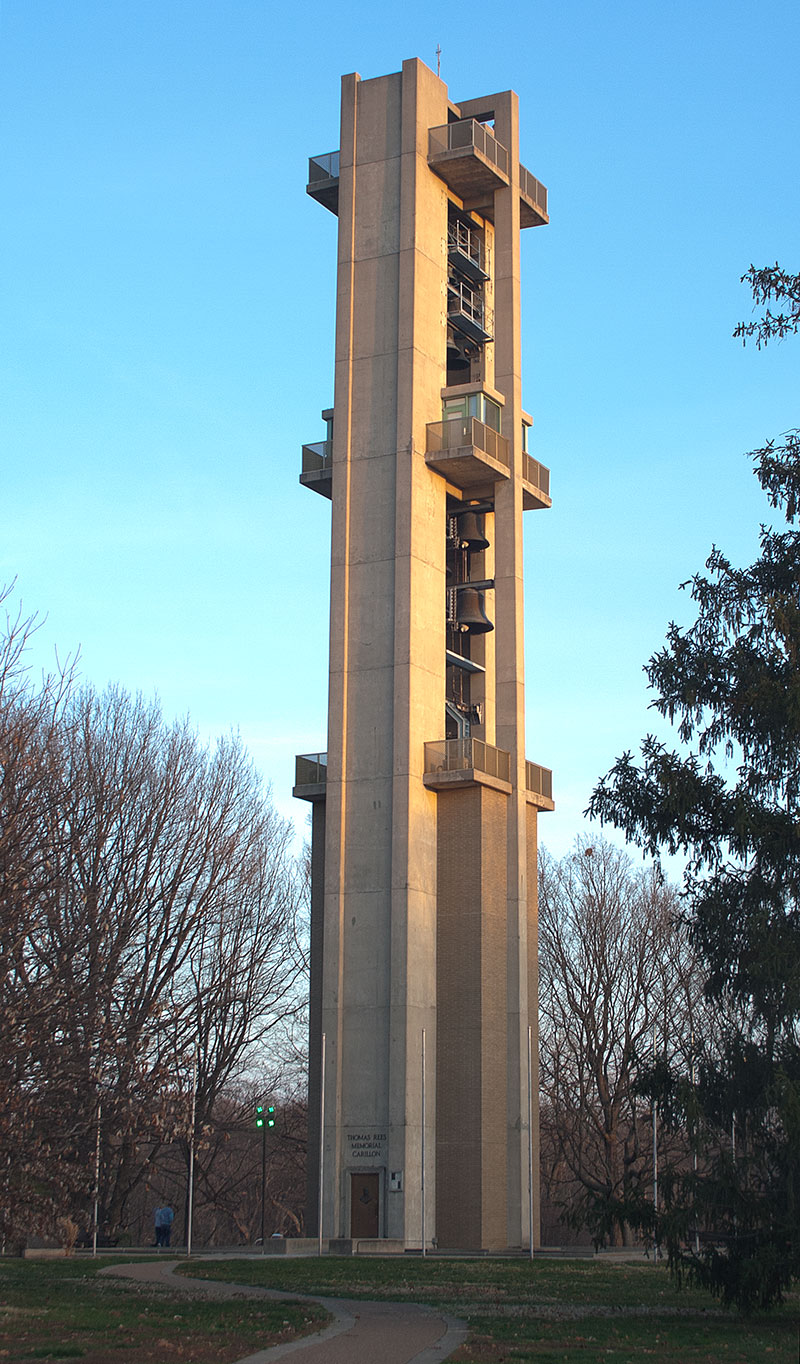
Thomas Rees Memorial Carillon (2012)

Raymond Albert Keldermans (Mechelen, 17 april 1911 – Springfield (Illinois), 30 juli 1984) was een Belgisch/Amerikaans beiaardier, koordirigent, muziekpedagoog en componist.
Hij kreeg zijn muziekopleiding aan het Lemmensinstituut in zijn geboorteplaats, maar ook van Staf Nees. Na die in 1932 begonnen studie trok hij in 1935 naar het Stedelijk Muziek Conservatorium van Mechelen en eindigde aldaar ook met eerste prijzen in de vakken piano en kamermuziek. In de jaargang 1938/1939 studeerde hij aan de Hochschule für Musik in Berlijn. Die studies werden aangevuld met privélessen bij Arthur Meulemans en Paul Gilson. Inkomsten haalde hij uit zijn van van stadsorganist in de Sint-Pieterskerk. Gedurende de Tweede Wereldoorlog was hij onderdirecteur bij het onder Duits toezicht staande Zender Brussel en gaf les aan de Stedelijke Muziekacademie in Hasselt. Hij werd er op gegeven moment directeur van en leidde Kring Cypriaan de Rore (oude muziek). Voor dat hij naar de Verenigde Staten vertrok was hij koster/organist in Hever-Schiplaken en gaf concerten in het Volkshuis te Mechelen. Hij vestigde zich op voorspraak van Flor Peeters in Battle Creek (Michigan) en Toledo (Ohio). In 1960 werd hij beiaardier in Springfield, alwaar hij een van de grootste carillons mocht laten bouwen en bespelen, het Thomas Rees Memorial Carillon. Tegelijkertijd gaf hij les aan het Springfield College, leidde zijn zoon Karel Keldermans op en bespeelde het orgel van de Blessed Sacrament Church. Af en toe kwam hij weer naar België en won zo een prijs voor zijn werk Baroksuite en de Léon Henry-prijs voor beiaardspel. Hij volgde er ook nog opleidingen aan de Koninklijke Beiaardschool en rondde eindelijk die studie af bij Staf Nees. Tot op late leeftijd gaf hij concerten, daarin nagevolgd door zoon Karel. Hij gaf ook leiding aan het blad The Clapper.
Werken:
- Vier symfonieën
- Kwintet voor houtblazers
- Sextet voor koperblazers
- The Lord is my shepherd (cantate)
- Suite voor orgel
- Enkele missen
- Magnificat
- Diverse composities voor beiaard waaronder twee bagatelles, Een vaste burcht etc.
- Kamermuziek zoals een Sonatine voor fagot en piano en een Scherzo voor klarinet